# Ribeira Brava (Republica Capului Verde)
Ribeira Brava este un oraș în Santo Antão în Republica Capului Verde.